# Libero Ferrario
Libero Ferrario (né le 6 juillet 1901 à Parabiago et mort le 14 février 1930 à Parabiago) est un coureur cycliste italien.

## Biographie

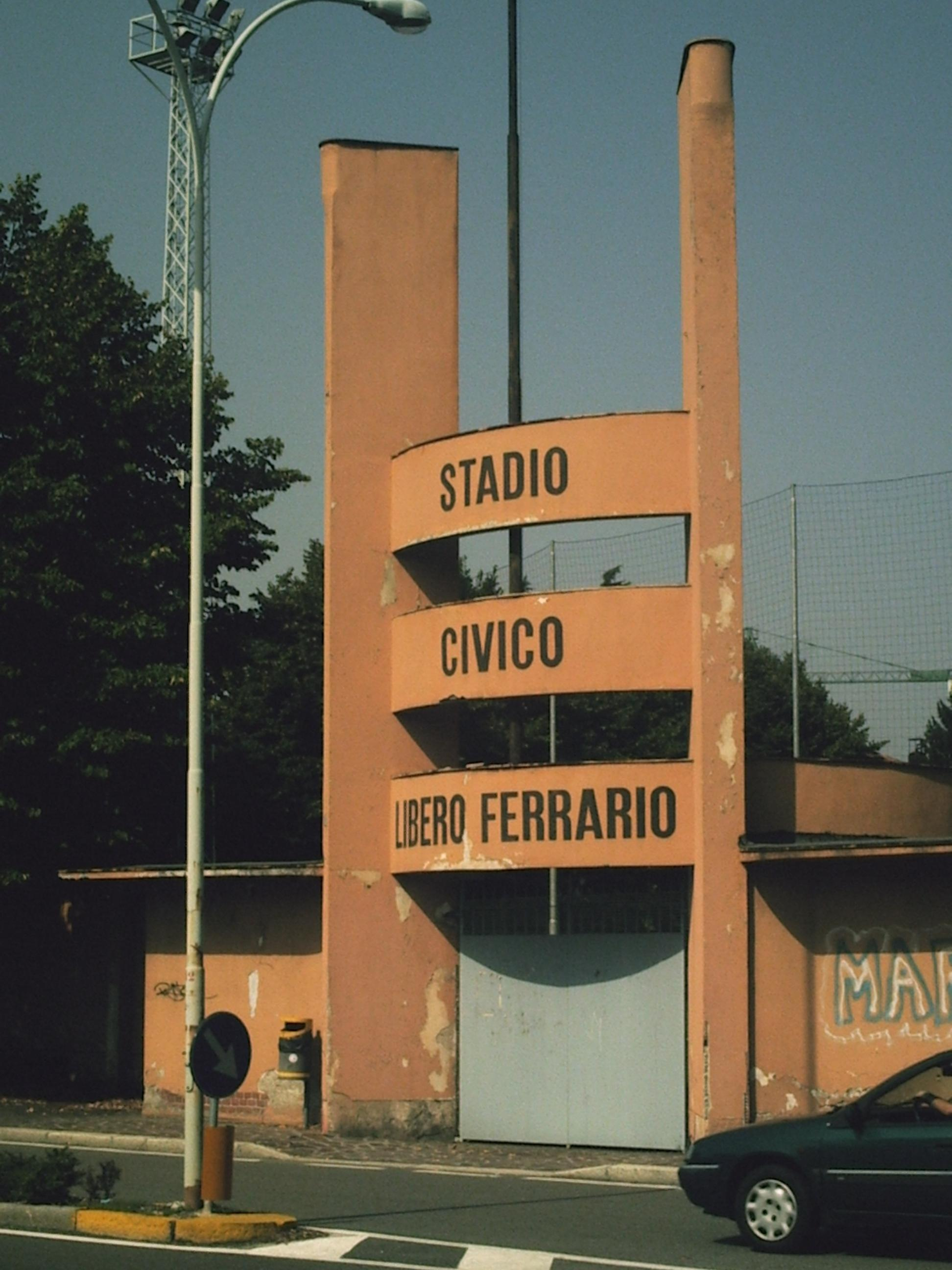
Entrée du stade Libero Ferrario de Parabiago.

Il a notamment été le premier italien champion du monde sur route amateurs, en 1923. 
Il est mort d'une tuberculose, à 28 ans. 
Le stade de sa ville natale de Parabiago porte son nom, tout comme la Targa Libero Ferrario, une course du calendrier amateur italien.

## Palmarès
- 1922
  - Coppa Bernocchi
- 1923
  -  Champion du monde sur route amateurs
  - Tour de Lombardie amateurs
  - Coppa Città di Busto Arsizio (it)
  - Coppa Bernocchi
- 1924
  - Trois vallées varésines
  - Coppa del Re
  - 4e du championnat du monde sur route amateurs